# Риџ Мејнор (Флорида)
Риџ Мејнор (енгл. Ridge Manor) насељено је место без административног статуса у америчкој савезној држави Флорида.

## Демографија
По попису из 2010. године број становника је 4.513, што је 405 (9,9%) становника више него 2000. године.
| Група             | 2000.         | 2010.         |
| Белци             | 3.860 (94,0%) | 4.017 (89,0%) |
| Афроамериканци    | 76 (1,9%)     | 106 (2,3%)    |
| Азијати           | 12 (0,3%)     | 5 (0,1%)      |
| Хиспаноамериканци | 118 (2,9%)    | 304 (6,7%)    |
| Укупно            | 4.108         | 4.513         |